# Grabče
Grabče este o localitate din comuna Gorje, Slovenia, cu o populație de 81 de locuitori.